# 安達勇人
安達 勇人（あだち ゆうと、1988年7月28日 - ）は、日本の男性声優、俳優、アーティスト。実業家。地域プロデューサー。株式会社ADACHI HOUSE代表取締役。身長172cm。血液型はO型。茨城県桜川市出身。いばらき大使。茨城新聞親善大使。笠間特別観光大使。さくらがわ応援大使。茨城活性化プロジェクト「ADACHI HOUSE」を立ち上げ、「町おこしは、人起こし」をモットーに、茨城県の町おこしに関する様々なイベントや垣根を超えたクリエイティブな活動を仕掛ける地域プロデューサーの一面も持っている。

## 来歴
- 18歳の時、東京の渋谷でスカウトされ、渋谷プロダクションに所属。
- 2007年9月、映画『BOYSLOVE 劇場版』で俳優デビュー。
- 2008年5月、雑誌「Fine」6月号の月刊読者モデルグランプリを獲得[5]。
- 2009年4月、美輪明宏演出・主演舞台『毛皮のマリー』で舞台初出演。
- 2010年4月、第十代笠間観光大使に任命。
- 2011年10月5日、事務所を株式会社ランウェイフィールドに移籍。今後はアーティスト活動を中心に、俳優業、タレント業も行う[6]。
- 2012年
  - 1月、ダンスボーカルグループ「NEVA GIVE UP」を結成。
  - 3月、第十代笠間観光大使を卒業[7]。
  - 11月28日、ソロアーティスト活動として「ライブゲートレコーズ」レーベルから「ここからキミへ」を配信開始。
- 2013年
  - 6月、『ミュージカル 忍たま乱太郎』善法寺伊作役でミュージカル初出演。
- 2014年8月、ダンスボーカルグループ「NEVA GIVE UP」として笠間特別観光大使に任命される。
- 2015年
  - 7月、テレビアニメ『ナルどマ』で声優デビュー。
  - 12月14日、キーボードの大野雄一と音楽ユニット「Unlimited Platinum Tracks」結成を発表[8]。
- 2017年
  - 3月31日、所属事務所ランウェイフィールドとの契約を終了[9]。
  - 4月16日、声優業・俳優業との両立が難しくなり、ダンスボーカルグループ「NEVA GIVE UP」を卒業[10]。
  - 6月、茨城活性化プロジェクト「ADACHI HOUSE」を立ち上げ、国内をはじめ台湾・上海などで、トークや即興劇を実施し、茨城をPR。
  - 6月4日、第1号茨城新聞親善大使、笠間特別観光大使に任命[11]。
- 2018年
  - 1月9日、いばらき大使に任命[12]。
  - 4月16日、笠間稲荷門前通りの庭カフェKULAの2階に、CAFE&DINING「ADACHI HOUSE」をオープン。
- 2019年
  - 1月1日、株式会社ADACHI HOUSEを設立。[13]
  - 全国・台湾・上海・香港・韓国・タイ・シンガポールにて自身のLIVEツア「ADACHI HOUSE全国アジアツアー2019」開催。
  - ７月28日ファッションブランドAYH誕生。
  - 9月1日茨城県民文化センター大ホール(ザヒロサワシティ会館大ホール)にてADACHI HOUSE FESTIVAL2019開催。
- 2020年
  - 8月　安達勇人軽トラLIVEツアー2020開催。
  - 8月　安達勇人ワンマンLIVE＠彩の国さいたま芸術劇場開催。
  - 11月　安達勇人スペシャルLIVE2020@LINE CUBE SHIBUYA(渋谷公会堂)開催。
  - 12月　安達勇人がJA大使に就任。
  - 12月　安達勇人東名阪ZeppワンマンLIVEツアー2020-2021を開催（名古屋・大阪・東京）。
- 2021年
  - 1月　Zepp Tokyoにて安達勇人東名阪ZeppツアーTOUR FINAL。
  - 2月　AYHファッション第一号店が笠間にOPEN。
  - 4月　安達勇人超軽トラLIVEツアー2021〜茨城の侍〜開催。
- 2022年
  - 5月　安達勇人ワンマンLIVE 2023 in大手町三井ホール開催。
  - 8月　安達勇人ワンマンLIVE 2023 in KT Zepp yokohama開催。
  - 8月　笠間市にて安達勇人が実行委員長となり「笠間納涼盆踊り花火大会」を立ち上げ初開催に関わらず1万人動員を記録。
  - 9月　安達勇人茨城県LIVEツアー2022~2023~オレおめえに茨城で見せてえもんがあんだ~開催。
  - 11月　ADACHI HOUSE CAMP開催。
- 2023年
  - 4月　ファッションブランドAYH新店舗が笠間市にOPEN。
  - 4月　ADACHI HOUSE DRIVE IN(キッチントレーラー)がOPEN。
  - 4月　安達勇人地元凱旋アリーナワンマンライブ~桜川大作戦~in桜川市岩瀬体育館メインアリーナが開催。
- 2024年
  - 9月　カフェ&バーダイニングADACHI HOUSEDRIVE IN＋が友部駅南口徒歩１分ににOPEN。
  - 10月　IBARAKI DREAM LAND2024 in笠間芸術の森公園初開催(総来場者数1万5千人)。
- 2025年
  - 1月　安達勇人が笠間市表彰を受賞(笠間市の観光や発展に著しく影響を与えた人へ贈られる名誉ある賞)。
  - 6月 IBARAKI DREAM LAND2025 in阿字ヶ浦海岸初開催。
  - 7月 安達勇人ワンマンライブ2025〜茨城野音〜 in笠間芸術の森公園野外コンサート広場。
  - 10月 IBARAKI DREAM LAND2025 in 笠間芸術の森公園2回目開催。

## 人物
- 岩瀬日本大学高等学校[2]、日本大学経済学部卒業[14]。
- 資格：普通自動車免許、大型自動二輪免許、剣道三段[3]
- 特技：剣道、歌、ダンス、企画書書き
- 趣味：ドライブ、釣り、温泉、カフェ巡り、サウナ
- 性格：マイペース、プラス思考[15]
- 好きな食べ物：焼き鳥、納豆
- 嫌いな食べ物：パクチー、梅干し
- 座右の銘：一期一会
- 乗用車：ランドクルーザー・カイエン
- 乗用バイク：ハーレー 1800cc
- 渡辺和貴、廣瀬大介、浦田わたるなどと親交がある。

## 出演
太字はメインキャラクター。

### テレビアニメ
2015年
- ナルどマ（モノ、馬・カンガルー）
- アクエリオンロゴス（剣嵜総）

2016年
- ALL OUT!!（石清水澄明）
- ナンバカ（トロワ）

2017年
- 王室教師ハイネ（ブルーノ・フォン・グランツライヒ）
- 恋と嘘（竹田大樹）
- ひとりじめマイヒーロー（山部剛）
- 十二大戦（恋人）

### 劇場アニメ
- 劇場版 王室教師ハイネ（2019年、ブルーノ・フォン・グランツライヒ[22]）

### ラジオ
※はインターネット配信。
- ラジオ「アクエリオンロゴス」創声部（2015年、HiBiKi Radio Station※）[23]
- ALL OUT!! ラジオ 翔也と勇人のトークアウト!!（2016年 - 2017年、HiBiKi Radio Station※）
- 安達勇人の～ADACHI HOUSEに来たらいがっぺよ～（2018年 -2020年 、茨城放送）
- 安達勇人のALOHA〜!!いばらき (2020年-、茨城放送）
- Septet Chords〜Radio Konzert〜（2018年 - 、HiBiKi Radio Station※、ニコニコ動画※）

### テレビ番組
※はインターネット配信。
- アトリエッジプレゼンツ・イケメンゲート（2010年10月4日 - 25日、ネットライブ※）
- 方言彼氏。（2013年10月 - 12月、テレビ埼玉）
- ごごたま（2013年4月 - 2016年3月、テレビ埼玉） - 「ごごたまキッチン」コーナーのアシスタント
- モテ福（2014年10月、テレビ埼玉）
- WADACHI STREET[24]（2015年12月11日 - 、ニコニコチャンネル※）
- 安達勇人の生☆声優グランプリ Boys!! （2016年4月12日 - 2017年3月23日、ニコニコチャンネル※）
- 安達勇人オフィシャルニコ生チャンネル『ADACHI HOUSE』[25]（2017年11月2日 - 、ニコニコチャンネル※）
- カオスパイ（2018年4月13日 - 9月21日、テレビ埼玉）アポロン、ケンケン（ケンタウロス）、謎の声

### 舞台
- 毛皮のマリー（2009年4月1日 - 5月10日、ル テアトル銀座 by PARCO）
- 美輪明宏版 愛の讃歌～エディット・ピアフ物語～（2011年4月5日 - 6月26日、ル テアトル銀座 by PARCO 他）
- ナルペクト公演「閉店ガラガラ」（2012年2月、銀座みゆき館劇場） - ゲスト主演・中付つばさ 役
- “STRAYDOG” Produce 公演「映像都市〜チネチッタ〜」（2013年5月2日 - 6日、テアトルBONBON） - 川野 役
- ミュージカル『忍たま乱太郎』（2013年 - 2015年）- 善法寺伊作 役
  - 第4弾 再演〜最恐計画を暴き出せ!!〜（2013年6月21日 - 7月7日、東京ドームシティ シアターGロッソ）
  - 第5弾 〜新たなる敵!〜（2014年1月8日 - 1月24日、サンシャイン劇場）
  - 第5弾 再演〜新たなる敵!〜（2014年6月20日 - 7月6日、東京ドームシティ シアターGロッソ）
  - 第6弾 〜凶悪なる幻影!〜（2015年1月9日 - 1月23日、サンシャイン劇場）
  - 第6弾 再演〜凶悪なる幻影!〜（2015年6月19日 - 7月5日、東京ドームシティ シアターGロッソ）
- ノブナガ・ザ・フール（2013年 - 2014年）- トヨトミ・ヒデヨシ 役
  - 第1回「act.1〜乱の胎動〜」（2013年12月8日、New Pier Hall）
  - 第2回「act.2〜乱の恋人〜」（2014年4月6日、TOKYO DOME CITY HALL）
  - 最終公演「act.3〜最後の晩餐〜」（2014年7月20日、有明コロシアム）
- ひと夏のアクエリオン（2015年7月24日 - 26日、AiiA 2.5 Theater Tokyo）- 主演：拳一・ライハ 役
- 夢王国と眠れる100人の王子様 〜Prince theater〜（2017年7月21日 - 7月25日、AiiA 2.5 Theater Tokyo）- サイ 役
- 王室教師ハイネ -THE MUSICAL-（2017年9月7日 - 18日、Zeppブルーシアター六本木 他） - ブルーノ・フォン・グランツライヒ 役[26]
  - 王室教師ハイネ-THE MUSICAL II-（2019年4月11日 - 14日、TOKYO DOME CITY HALL／4月27日 - 28日、神戸国際会館 こくさいホール）[27]
- 『天国の脚本家 冴嶋コーキ』～袖振り合うも多生の宴～（2017年10月18日 - 22日、博品館劇場）- 天羽イツキ 役[28]
- 「龍よ、狼と踊れ Dragon,Dance with Wolves」 ～草莽の死士～（2018年3月21日 - 4月1日、劇場紀伊國屋サザンシアター TAKASHIMAYA）- 赤袮武人 役[29]
- ホログラフィック朗読劇「メイクヒーロー DMM VR THEATER Version」（2018年4月3日・6日・7日、DMM VR THEATER）[30]
- NEW BRITISH MUSICAL「In Touch」（2018年8月17日 - 9月2日、シアタートラム 他）- デイビッド 役
- 『DIVE!!』The STAGE!!（2018年9月20日 - 10月7日、シアター1010 他）- 山田篤彦 役[31]
- NORN9 ノルン+ノネット（2018年10月17日 - 21日、草月ホール）- 二条朔也 役
- 博多豚骨ラーメンズ（2019年7月13日 - 21日、シアターサンモール） - 斉藤 役
- LIVEミュージカル演劇『チャージマン研！』（2019年10月31日 - 11月6日、新宿FACE） - チャージマン研 役
  - LIVEミュージカル演劇『チャージマン研！R-2』（2020年10月10日 - 18日、新宿FACE） - チャージマン研 役
- 舞台「フルーツバスケット」（2022年3月4日 - 13日、日本橋三井ホール）- 草摩利津 役[32]
  - 舞台「フルーツバスケット The Final」（2024年10月18日 - 27日、ヒューリックホール東京）- 映像出演[33]

### 映像商品
- リアル宝探し 〜風魔からの挑戦〜 in 小田原（2018年）
- 1st DVD「Dream Island」（2018年）

### テレビドラマ
- 恋愛診断（2007年、テレビ東京）
- 風の少年〜尾崎豊 永遠の伝説〜（2011年3月21日、テレビ東京） - 尾崎豊の高校時代の友人 役
- 赤川次郎原作 毒<ポイズン> 第9話（2012年11月29日、日本テレビ）
- 匿名探偵 第8話（2012年11月30日、テレビ朝日）

### 映画
- BOYSLOVE 劇場版（2007年） - 千葉文隆 役
- すんドめ（2007年）- 生徒A 役
- すんドめ3（2008年）
- ミリモ・センチモ（2008年） - 家長清人 役
- USB（2009年）
- アベックパンチ（2011年） - ヒイラギの彼氏 役
- グラッフリーター刀牙（2012年） - 久隅和成 役

### CM
- 花王 メンズビオレ（2008年、ごくせん3スピンオフ）- 赤銅生徒 役
- docomo「スポーツはじめる篇」（2009年） - 松山ケンイチの友人 役
- コナカ「不安篇・戦い篇」（2009年）

### 雑誌モデル
- Fine（月刊読者モデルグランプリ）
- TOKYO1週間
- モーニング
- 笠間発見伝

## 携帯サイト
- 美男時計（毎日10時44分- 47分担当）
- 美男時計モバイル版美男時計Flash待受（かわいい系）

## ディスコグラフィ

### 配信楽曲
| 配信開始日     | タイトル       | 備考                                                       |
| -------------- | -------------- | ---------------------------------------------------------- |
| 2012年11月28日 | ここからキミへ | テレビ東京『バカソウル』2012年12月 - 1月エンディングテーマ |

### CDリリース
| アルバム | 発売日         | タイトル                | 備考             |
| -------- | -------------- | ----------------------- | ---------------- |
| 1st      | 2018年5月12日  | HANAUTA                 | 10曲入りアルバム |
| 2nd      | 2019年9月25日  | WELCOME TO ADACHI HOUSE | 9曲入りアルバム  |
| 3rd      | 2020年12月16日 | ONEWAY                  | 11曲入りアルバム |
| 4th      | 2023年4月15日  | CREWS                   | 14曲入りアルバム |

### キャラクターソング
| 発売日        | 商品名                                       | 歌               | 楽曲                                                         | 備考                                                  |
| ------------- | -------------------------------------------- | ---------------- | ------------------------------------------------------------ | ----------------------------------------------------- |
| 2015年9月30日 | 俺も好きだぜ、俺のうた。                     | モノ（安達勇人） | 「Mono☆logue」                                               | テレビアニメ『ナルどマ』関連曲                        |
| 2017年6月21日 | Prince Night〜どこにいたのさ!? MY PRINCESS〜 | P4 with T        | 「Prince Night〜どこにいたのさ!? MY PRINCESS〜」             | テレビアニメ『王室教師ハイネ』エンディングテーマ      |
| 2017年6月21日 | Prince Night〜どこにいたのさ!? MY PRINCESS〜 | P4 with T        | 「Willkommen〜美しきこの王国で〜」                           | テレビアニメ『王室教師ハイネ』関連曲                  |
| 2019年2月8日  | "友達 以上×敵 未満"                          | P4 with T        | 「"友達 以上×敵 未満"」                                      | 劇場アニメ『劇場版 王室教師ハイネ』エンディングテーマ |
| 2019年2月8日  | "友達 以上×敵 未満"                          | P4 with T        | 「"友達 以上×敵 未満" Remix」 「"友達 以上×敵 未満" Remix2」 | 劇場アニメ『劇場版 王室教師ハイネ』関連曲             |

## 主なライブ

### ワンマンライブツアー・主催イベント
2018年（平成30年）
- 2018年 - ADACHI HOUSE/安達勇人全国アジアツアー2018(開催地：北海道　仙台　東京　名古屋　神戸　福岡　茨城　韓国　上海　台湾)
- 2018年 -ADACHI HOUSE FESTIVAL2018 in笠間公民館大ホール（出演：安達勇人　安里勇哉　柏木佑介　田中れいな　ニブンノゴ！宮地）

2019年（平成31年→令和元年）
- 2019年 - ADACHI HOUSE/安達勇人全国アジアツアー2019(開催地：北海道　仙台　東京　神奈川　神戸　台湾　上海　タイ　シンガポール）
- 2019年 -ADACHi HOUSE FESTIVAL2019 in茨城県立県民文化センター大ホール（出演：安達勇人　七海ひろき　代永翼　千葉翔也　廣瀬大介　新田恵海　ニブンノゴ！森本）

2020年（令和2年）
- 安達勇人東名阪Zeppライブツアー2020-2021〜初めまして、安達勇人と申します〜(Zepp Nagoya/ Zepp Osaka Bayside /Zepp Tokyo)
- 安達勇人軽トラLIVEツアー2020

2021年（令和3年）
- 安達勇人超軽トラLIVEツアー2021~茨城の侍~(笠間の乱：笠間公民館大ホール/筑西の乱：グランテラス筑西)

2022年（令和4年）
- 安達勇人茨城県LIVEツアー2022-2023~オレおめえに茨城で見せてえもんがあんだ~
- 笠間納涼盆踊り花火大会

2023年（令和5年）
- 安達勇人地元凱旋2000人アリーナワンマンLIVE桜川大作戦(桜川市総合体育館ラスカメインアリーナ)

2024年（令和6年）
- 数万人のテーマパークフェス『IBARAKI DREAM LAND』(笠間芸術の森公園イベント広場)

### ユニットメンバー
1. ↑  カイ（安里勇哉）、ブルーノ（安達勇人）、レオンハルト（廣瀬大介）、リヒト（蒼井翔太）with ハイネ（植田圭輔）